# Roberto Vercellone
Robert ou Roberto Vercellone, né le 21 mars 1921 à Nice et mort le 1er septembre 1996 dans sa ville natale, est un coureur cycliste italien. Professionnel de 1945 à 1952, il a remporté une étape du Tour d'Espagne 1948 et les Six Jours de Buenos Aires en 1949.

## Palmarès
- 1948
  - 4e étape du Tour d'Espagne
  - 2e des Six Jours de Buenos Aires (avec Alvaro Giorgetti)
- 1949
  - Six Jours de Buenos Aires (avec Alvaro Giorgetti, Alejandro Fombellida, Raoul Martin)
  - 3e du Grand Prix de Monaco

### Résultats sur le Tour d'Espagne
1 participation
- 1948 : abandon (8e étape), vainqueur de la 4e étape